# Roberto López Ufarte
Roberto López Ufarte (* 19. April 1958 in Fès) ist ein ehemaliger marokkanisch-spanischer Fußballspieler. Mit Real Sociedad San Sebastián gewann der Stürmer die beiden spanischen Meistertitel der Vereinsgeschichte, zudem holte er mit dem Klub einmal die Copa del Rey.

## Sportlicher Werdegang
López Ufarte wurde als Sohn spanischer Arbeitsemigranten in Marokko geboren, die Familie kehrte in den 1960er Jahren nach Spanien ins Baskenland zurück. Dort spielte er in der Jugend von Real Unión Irún, wo er als Teenager auch in der Wettkampfmannschaft debütierte. 1975 wechselte er zu Real Sociedad San Sebastián, wo er sich nach anfänglichen Spielen in der Reservemannschaft schnell in der in der Primera División antretenden Wettkampfmannschaft etablierte. Folglich debütierte er nach einigen Auswahlspielen in den spanischen Juniorennationalmannschaften im September 1977 in der spanischen Nationalmannschaft, wo er im ersten Länderspiel beim 2:1-Auswärtserfolg gegen die Schweiz den Treffer zum Endstand erzielte. In den folgenden Jahren kam er unregelmäßig zum Einsatz.
In der Spielzeit 1980/81 war López Ufarte mit fünf Saisontreffern hinter Jesús María Satrústegui (16 Saisontore) sowie Pedro Uralde und Jesús María Zamora (je sieben Saisontore) viertbester vereinsinterner Torschütze, als der baskische Klub unter Trainer Alberto Ormaetxea erstmals den Meistertitel gewann. Im folgenden Jahr traf er bei der erfolgreichen Titelverteidigung der Mannschaft um Torhüter Luis Arconada, Periko Alonso, Juan Antonio Larrañaga und Alberto Górriz mit elf Saisontoren zweistellig. Bei der anschließenden WM-Endrunde 1982 in Spanien bildete er entsprechend insbesondere mit Vereinskamerad Satrústegui sowie Juanito und Quini die Offensivreihe, der Gastgeber scheiterte hinter Deutschland und England in der Zwischenrunde. Nach dem anschließenden Rücktritt von Nationaltrainer José Santamaría war auch López Ufartes Länderspielkarriere nach 15 Einsätzen beendet, da Nachfolger Miguel Muñoz mehr auf Spieler aus Madrid und Barcelona setzte.
Bis 1987 lief López Ufarte für Real Sociedad San Sebastián auf. Im Endspiel der Copa del Rey 1986/87 bestritt er beim Aufeinandertreffen mit seinem neuen Klub Atlético Madrid sein letztes Pflichtspiel für den Klub. Dabei erzielte er in den ANfansminuten die 1:0-Führung, ehe Txiki Begiristain nach dem Ausgleich von Jorge da Silva die 2:1-Halbzeitführung erzielte. Juan José Rubio besorgte Mitte der zweiten Halbzeit den 2:2-Ausgleich, der auch bis zum Ende der Verlängerung Bestand behielt. Mit 4:2 nach Elfmeterschießen – der in der 104. Spielminute für López Ufarte eingewechselte Martín Begiristáin traf dabei vom Strafstoßpunkt – holte der baskische Verein den Titel.
Der Aufenthalt von López Ufarte bei Atlético Madrid währte nur kurz, nach nur einer Spielzeit zog er zu Betis Sevilla weiter. Aufgrund anhaltender Knieprobleme beendete er dort bereits 1989 sein aktive Laufbahn. Später kehrte er als Teil des Trainerstabs zu Real Sociedad San Sebastián zurück und assistierte unter anderem Bernd Krauss, ehe er zeitweise Cheftrainer der Reservemannschaft des Klubs war. Danach kehrte er als Sportdirektor zu Real Unión Irún zurück.